# Carlos McKinney
Carlos McKinney (* 10. Januar 1973 in Detroit, Michigan) ist ein US-amerikanischer Jazz-Pianist und Produzent.

## Leben und Wirken
McKinney begann seine musikalische Ausbildung in frühester Kindheit und trat bereits zwölfjährig in der Band seines Onkels Harold McKinney auf. Im Alter von vierzehn Jahren gehörte er der Band Inner City an, zwei Jahre später gründete er das The Legacy Quintet, mit dem er das Album With You In Mind produzierte. Er studierte dann an der Mannes University in New York City, wo er für seine Band einen Vertrag beim Lavel Motown Records bekam. Daneben arbeitete er als Sideman mit Musikern wie Elvin Jones, Sonny Rollins, Wynton Marsalis, Branford Marsalis, Kenny Garrett, Roy Hargrove, Wallace Roney und Buster Williams.
Seit 1995 produzierte er mit James Mtume die Musik zur Fernsehserie New York Undercover, was ihm die Gelegenheit gab, mit Künstlern wie Mary J. Blige, Luther Vandross, Patti Labelle, Teddy Riley, Blackstreet und Aaliyah zu arbeiten. Er erhielt dann einen Vertrag für Def Jam Records, wo er mit Musikern wie Neko Case, Montell Jordan, Kandace Love und Redman arbeitete. Mit Babyface produzierte er die Songs für den Soundtrack der Serie Soul Food. 1999 spielte er die Rolle des Chester McKinney in dem Film The Tic Code. Seit 2002 ist er Produzent des Rhythm-and-Blues-Trios Lyric.